# 5909 Nagoya
5909 Nagoya (1989 UT) là một tiểu hành tinh vành đai chính được phát hiện ngày 23 tháng 10 năm 1989 bởi Y. Mizuno và T. Furuta ở Kani.